# Dick Heins
Dick Heins (Den Haag, 29 september 1959) is een Nederlands striptekenaar en illustrator. Na de mavo volgde hij een driejarige grafische opleiding aan de toenmalige Staatsdrukkerij, In 1978 startte zijn tekencarrière met een eerste betaalde opdracht. 

## Werkzaamheden
Dick Heins is bekend door het illustreren van vakantieboeken en spellen, zoals Bingo Junior, door zijn werk voor de stripbladen Striptuur en Incognito, en voor zijn bijdragen aan de series of pagina's voor: Baldo, Mooie Keetje, Bobo, Junior Suske en Wiske, Babe Team, Brand!, Napoleon, 40 hours en Eppo. Vanaf 1990 geeft Heins stripboeken in eigen beheer uit. Het eerste stripboek was Napoleon. Samen met Jan van Haasteren en Rob Derks werkt hij voor Studio van Haasteren aan de bekende Jumbo puzzelplaten.  
- International Standard Name Identifier: 0000 0003 9505 9138
- Nederlandse Thesaurus van Auteursnamen: 074999397
- RKD-Nederlands Instituut voor Kunstgeschiedenis: 108916
- Virtual International Authority File: 289695599